# Lista de navios lançados em fevereiro de 1943
A seguir está uma lista como os navios lançados ao mar no mês de fevereiro de 1943.
| Data            | Navio                         | País           | Construtor                                   | Localização                          | Classe              | Notas |
| --------------- | ----------------------------- | -------------- | -------------------------------------------- | ------------------------------------ | ------------------- | ----- |
| 1 de fevereiro  | USS LST-376                   | Estados Unidos | Bethlehem Shipbuilding Corp.                 | (Quincy, Massachusetts, U.S.A.)      | LST                 |       |
| 1 de fevereiro  | USS LST-377                   | Estados Unidos | Bethlehem Shipbuilding Corp.                 | (Quincy, Massachusetts, U.S.A.)      | LST                 |       |
| 1 de fevereiro  | SS Laura Keene                | Estados Unidos | Kaiser Shipyards co.                         | São Francisco Bay Area               | Classe Liberty      |       |
| 2 de fevereiro  | USS LST-165                   | Estados Unidos | Missouri Valley Bridge and Iron Co.          | (Evansville, Indiana, U.S.A.)        | LST                 |       |
| 2 de fevereiro  | USS LST-166                   | Estados Unidos | Missouri Valley Bridge and Iron Co.          | (Evansville, Indiana, U.S.A.)        | LST                 |       |
| 2 de fevereiro  | SS William Dunbar             | Estados Unidos | California Shipbuilding Corporation          | Terminal Island, LA                  | Classe Liberty      |       |
| 2 de fevereiro  | SS Robert J Walker            | Estados Unidos | Oregon Shipbuilding Corporation              | Portland                             | Classe Liberty      |       |
| 3 de fevereiro  | USS LST-162                   | Estados Unidos | Missouri Valley Bridge and Iron Co.          | (Evansville, Indiana, U.S.A.)        | LST                 |       |
| 3 de fevereiro  | USS LST-382                   | Estados Unidos | Bethlehem Shipbuilding Corp.                 | (Quincy, Massachusetts, U.S.A.)      | LST                 |       |
| 3 de fevereiro  | SS James Sprunt               | Estados Unidos | North Carolina Shipbuilding Company          | Wilmington                           | Classe Liberty      |       |
| 4 de fevereiro  | USS LST-163                   | Estados Unidos | Missouri Valley Bridge and Iron Co.          | (Evansville, Indiana, U.S.A.)        | LST                 |       |
| 4 de fevereiro  | SS Ascella                    | Estados Unidos | California Shipbuilding Corporation          | Terminal Island, LA                  | Classe Liberty      |       |
| 4 de fevereiro  | SS Tungus                     | Estados Unidos | Permanente Metals Co Yard                    | Richmond, Califórnia                 | Classe Liberty      |       |
| 4 de fevereiro  | SS William H Aspinwall        | Estados Unidos | Permanente Metals Co Yard                    | Richmond, Califórnia                 | Classe Liberty      |       |
| 5 de fevereiro  | USS LST-164                   | Estados Unidos | Missouri Valley Bridge and Iron Co.          | (Evansville, Indiana, U.S.A.)        | LST                 |       |
| 5 de fevereiro  | SS George Shiras              | Estados Unidos | Bethlehem Fairfield Shipyard                 | Baltimore                            | Classe Liberty      |       |
| 5 de fevereiro  | SS William M Meredith         | Estados Unidos | Oregon Shipbuilding Corporation              | Portland                             | Classe Liberty      |       |
| 5 de fevereiro  | SS William H Crawford         | Estados Unidos | Todd Houston Shipbuilding Corp               | Houston, Texas                       | Classe Liberty      |       |
| 6 de fevereiro  | USS LST-378                   | Estados Unidos | Bethlehem Shipbuilding Corp.                 | (Quincy, Massachusetts, U.S.A.)      | LST                 |       |
| 6 de fevereiro  | USS LST-379                   | Estados Unidos | Bethlehem Shipbuilding Corp.                 | (Quincy, Massachusetts, U.S.A.)      | LST                 |       |
| 6 de fevereiro  | SS Walter Reed                | Estados Unidos | Kaiser Shipyards co.                         | São Francisco Bay Area               | Classe Liberty      |       |
| 6 de fevereiro  | SS Samuel Blatchford          | Estados Unidos | Bethlehem Fairfield Shipyard                 | Baltimore                            | Classe Liberty      |       |
| 6 de fevereiro  | SS Solomon Juneau             | Estados Unidos | California Shipbuilding Corporation          | Terminal Island, LA                  | Classe Liberty      |       |
| 6 de fevereiro  | SS Lyman Hall                 | Estados Unidos | Southeastern Shipbuilding Corp               | Savannah, Geórgia                    | Classe Liberty      |       |
| 6 de fevereiro  | SS Empire Deed                | Reino Unido    | Bartram & Sons Ltd                           | Sunderland                           | Navio cargueiro     |       |
| 6 de fevereiro  | SS Empire Harbour             | Reino Unido    | Grangemouth Dockyard Co Ltd                  | Grangemouth                          | Navio tanque        |       |
| 6 de fevereiro  | SS Matt W Ransom              | Estados Unidos | North Carolina Shipbuilding Company          | Wilmington                           | Classe Liberty      |       |
| 6 de fevereiro  | SS Sebastian Cermeno          | Estados Unidos | Marinship Corp                               | Sausalito                            | Classe Liberty      |       |
| 7 de fevereiro  | USS LST-199                   | Estados Unidos | Chicago Bridge and Iron Co.                  | (Seneca, Illinois, U.S.A.)           | LST                 |       |
| 7 de fevereiro  | USS LST-347                   | Estados Unidos | Norfolk Navy Yard                            | (Portsmouth, Virginia, U.S.A.)       | LST                 |       |
| 7 de fevereiro  | USS LST-348                   | Estados Unidos | Norfolk Navy Yard                            | (Portsmouth, Virginia, U.S.A.)       | LST                 |       |
| 7 de fevereiro  | USS LST-349                   | Estados Unidos | Norfolk Navy Yard                            | (Portsmouth, Virginia, U.S.A.)       | LST                 |       |
| 7 de fevereiro  | USS LST-350                   | Estados Unidos | Norfolk Navy Yard                            | (Portsmouth, Virginia, U.S.A.)       | LST                 |       |
| 7 de fevereiro  | USS LST-351                   | Estados Unidos | Norfolk Navy Yard                            | (Portsmouth, Virginia, U.S.A.)       | LST                 |       |
| 7 de fevereiro  | USS LST-352                   | Estados Unidos | Norfolk Navy Yard                            | (Portsmouth, Virginia, U.S.A.)       | LST                 |       |
| 7 de fevereiro  | SS Kolkhosnik                 | Estados Unidos | Permanente Metals Co Yard                    | Richmond, Califórnia                 | Classe Liberty      |       |
| 7 de fevereiro  | SS Situla                     | Estados Unidos | Oregon Shipbuilding Corporation              | Portland                             | Classe Liberty      |       |
| 8 de fevereiro  | USS LST-70                    | Estados Unidos | Jeffersonville Boat and Machine Co.          | (Jeffersonville, Indiana, U.S.A.)    | LST                 |       |
| 8 de fevereiro  | SS Edmund Fanning             | Estados Unidos | California Shipbuilding Corporation          | Terminal Island, LA                  | Classe Liberty      |       |
| 9 de fevereiro  | SS Sam Jackson                | Estados Unidos | Oregon Shipbuilding Corporation              | Portland                             | Classe Liberty      |       |
| 9 de fevereiro  | SS Grenville M Dodge          | Estados Unidos | Permanente Metals Co Yard                    | Richmond, Califórnia                 | Classe Liberty      |       |
| 9 de fevereiro  | SS Phineas Banning            | Estados Unidos | California Shipbuilding Corporation          | Terminal Island, LA                  | Classe Liberty      |       |
| 10 de fevereiro | USS LST-380                   | Estados Unidos | Bethlehem Shipbuilding Corp.                 | (Quincy, Massachusetts, U.S.A.)      | LST                 |       |
| 10 de fevereiro | USS LST-381                   | Estados Unidos | Bethlehem Shipbuilding Corp.                 | (Quincy, Massachusetts, U.S.A.)      | LST                 |       |
| 10 de fevereiro | SS James Barbour              | Estados Unidos | Todd Houston Shipbuilding Corp               | Houston, Texas                       | Classe Liberty      |       |
| 10 de fevereiro | SS Furnifold M Simmons        | Estados Unidos | North Carolina Shipbuilding Company          | Wilmington                           | Classe Liberty      |       |
| 10 de fevereiro | SS William Harper             | Estados Unidos | Delta Shipbuilding Co                        | Nova Orleães, Luisiana               | Classe Liberty      |       |
| 11 de fevereiro | USS LST-326                   | Estados Unidos | Philadelphia Navy Yard                       | (Philadelphia, Pennsylvania, U.S.A.) | LST                 |       |
| 11 de fevereiro | USS LST-327                   | Estados Unidos | Philadelphia Navy Yard                       | (Philadelphia, Pennsylvania, U.S.A.) | LST                 |       |
| 11 de fevereiro | USS LST-329                   | Estados Unidos | Philadelphia Navy Yard                       | (Philadelphia, Pennsylvania, U.S.A.) | LST                 |       |
| 11 de fevereiro | USS LST-330                   | Estados Unidos | Philadelphia Navy Yard                       | (Philadelphia, Pennsylvania, U.S.A.) | LST                 |       |
| 11 de fevereiro | USS LST-331                   | Estados Unidos | Philadelphia Navy Yard                       | (Philadelphia, Pennsylvania, U.S.A.) | LST                 |       |
| 11 de fevereiro | SS Mahlon Pitney              | Estados Unidos | Bethlehem Fairfield Shipyard                 | Baltimore                            | Classe Liberty      |       |
| 11 de fevereiro | SS William Pierce Frye        | Estados Unidos | New England Shipbuilding Corporation         | South Portland                       | Classe Liberty      |       |
| 11 de fevereiro | SS Russell A Alger            | Estados Unidos | Kaiser Shipyards co.                         | São Francisco Bay Area               | Classe Liberty      |       |
| 11 de fevereiro | SS Owen Summers               | Estados Unidos | Oregon Shipbuilding Corporation              | Portland                             | Classe Liberty      |       |
| 12 de fevereiro | SS Peter Donahue              | Estados Unidos | Marinship Corp                               | Sausalito                            | Classe Liberty      |       |
| 12 de fevereiro | SS William R Day              | Estados Unidos | Bethlehem Fairfield Shipyard                 | Baltimore                            | Classe Liberty      |       |
| 12 de fevereiro | SS Edmund Randolph            | Estados Unidos | California Shipbuilding Corporation          | Terminal Island, LA                  | Classe Liberty      |       |
| 12 de fevereiro | SS Thomas Kearns              | Estados Unidos | Permanente Metals Co Yard                    | Richmond, Califórnia                 | Classe Liberty      |       |
| 12 de fevereiro | SS Robert Bacon               | Estados Unidos | Delta Shipbuilding Co                        | Nova Orleães, Luisiana               | Classe Liberty      |       |
| 13 de fevereiro | SS Edward Livingston          | Estados Unidos | California Shipbuilding Corporation          | Terminal Island, LA                  | Classe Liberty      |       |
| 13 de fevereiro | USS LST-262                   | Estados Unidos | American Bridge Co.                          | (Ambridge, Pennsylvania, U.S.A.)     | LST                 |       |
| 13 de fevereiro | SS Rufus W Peckham            | Estados Unidos | Bethlehem Fairfield Shipyard                 | Baltimore                            | Classe Liberty      |       |
| 13 de fevereiro | SS Edward B Dudley            | Estados Unidos | North Carolina Shipbuilding Company          | Wilmington                           | Classe Liberty      |       |
| 13 de fevereiro | SS Arthur Riggs               | Estados Unidos | Oregon Shipbuilding Corporation              | Portland                             | Classe Liberty      |       |
| 13 de fevereiro | SS Justin S Morrill           | Estados Unidos | Permanente Metals Co Yard                    | Richmond, Califórnia                 | Classe Liberty      |       |
| 14 de fevereiro | SS Eliphalet Nott             | Estados Unidos | New England Shipbuilding Corporation         | South Portland                       | Classe Liberty      |       |
| 14 de fevereiro | SS Isaac Sharpless            | Estados Unidos | New England Shipbuilding Corporation         | South Portland                       | Classe Liberty      |       |
| 15 de fevereiro | USS LST-18                    | Estados Unidos | Dravo Corp.                                  | (Pittsburgh, Pennsylvania, U.S.A.)   | LST                 |       |
| 15 de fevereiro | USS LST-20                    | Estados Unidos | Dravo Corp.                                  | (Pittsburgh, Pennsylvania, U.S.A.)   | LST                 |       |
| 15 de fevereiro | SS John H Eaton               | Estados Unidos | Todd Houston Shipbuilding Corp               | Houston, Texas                       | Classe Liberty      |       |
| 16 de fevereiro | SS Willie Jones               | Estados Unidos | North Carolina Shipbuilding Company          | Wilmington                           | Classe Liberty      |       |
| 16 de fevereiro | SS Lot Whitcomb               | Estados Unidos | Oregon Shipbuilding Corporation              | Portland                             | Classe Liberty      |       |
| 16 de fevereiro | SS Julien Dubuque             | Estados Unidos | Permanente Metals Co Yard                    | Richmond, Califórnia                 | Classe Liberty      |       |
| 16 de fevereiro | SS Josiah Royce               | Estados Unidos | California Shipbuilding Corporation          | Terminal Island, LA                  | Classe Liberty      |       |
| 17 de fevereiro | SS Vitus Bering               | Estados Unidos | Permanente Metals Co Yard                    | Richmond, Califórnia                 | Classe Liberty      |       |
| 18 de fevereiro | USS LST-21                    | Estados Unidos | Dravo Corp.                                  | (Wilmington, Delaware, U.S.A.)       | LST                 |       |
| 18 de fevereiro | SS Nathan Clifford            | Estados Unidos | Bethlehem Fairfield Shipyard                 | Baltimore                            | Classe Liberty      |       |
| 18 de fevereiro | SS Daniel Drake               | Estados Unidos | California Shipbuilding Corporation          | Terminal Island, LA                  | Classe Liberty      |       |
| 18 de fevereiro | SS Morton M McCarver          | Estados Unidos | Oregon Shipbuilding Corporation              | Portland                             | Classe Liberty      |       |
| 19 de fevereiro | SS George Sharswood           | Estados Unidos | Bethlehem Fairfield Shipyard                 | Baltimore                            | Classe Liberty      |       |
| 19 de fevereiro | SS Adoniram Judson            | Estados Unidos | Permanente Metals Co Yard                    | Richmond, Califórnia                 | Classe Liberty      |       |
| 19 de fevereiro | SS Joel R Poinsett            | Estados Unidos | Todd Houston Shipbuilding Corp               | Houston, Texas                       | Classe Liberty      |       |
| 19 de fevereiro | SS James Moore                | Estados Unidos | North Carolina Shipbuilding Company          | Wilmington                           | Classe Liberty      |       |
| 20 de fevereiro | USS LST-69                    | Estados Unidos | Jeffersonville Boat and Machine Co.          | (Jeffersonville, Indiana, U.S.A.)    | LST                 |       |
| 20 de fevereiro | USS LST-200                   | Estados Unidos | Chicago Bridge and Iron Co.                  | (Seneca, Illinois, U.S.A.)           | LST                 |       |
| 20 de fevereiro | SS Louis D Brandeis           | Estados Unidos | Bethlehem Fairfield Shipyard                 | Baltimore                            | Classe Liberty      |       |
| 20 de fevereiro | SS Benjamin Lundy             | Estados Unidos | California Shipbuilding Corporation          | Terminal Island, LA                  | Classe Liberty      |       |
| 20 de fevereiro | SS Hall J Kelley              | Estados Unidos | Oregon Shipbuilding Corporation              | Portland                             | Classe Liberty      |       |
| 20 de fevereiro | SS John R Park                | Estados Unidos | Permanente Metals Co Yard                    | Richmond, Califórnia                 | Classe Liberty      |       |
| 20 de fevereiro | HMAS Ararat (K34)             | Austrália      | Evans Deakin & Co                            | Brisbane                             | Bathurst            |       |
| 20 de fevereiro | USS Delgada (CVE-40)          | Estados Unidos | Seattle-Tacoma Shipyard                      | Tacoma, WA                           | Bogue               |       |
| 20 de fevereiro | USS Estero (CVE-42)           | Estados Unidos | Seattle-Tacoma Shipyard                      | Tacoma, WA                           | Bogue               |       |
| 21 de fevereiro | SS John Milledge              | Estados Unidos | Southeastern Shipbuilding Corp               | Savannah, Geórgia                    | Classe Liberty      |       |
| 22 de fevereiro | SS Henry L Benning            | Estados Unidos | Bethlehem Fairfield Shipyard                 | Baltimore                            | Classe Liberty      |       |
| 22 de fevereiro | SS Alfred Moore               | Estados Unidos | North Carolina Shipbuilding Company          | Wilmington                           | Classe Liberty      |       |
| 22 de fevereiro | SS John W Cullen              | Estados Unidos | Oregon Shipbuilding Corporation              | Portland                             | Classe Liberty      |       |
| 23 de fevereiro | SS Theodore Dwight Weld       | Estados Unidos | California Shipbuilding Corporation          | Terminal Island, LA                  | Classe Liberty      |       |
| 23 de fevereiro | USS Biloxi (CL-80)            | Estados Unidos | Newport News Shipbuilding & Dry Dock Company | Newport News, VA                     | Classe Cleveland    |       |
| 24 de fevereiro | SS Philander C Knox           | Estados Unidos | Delta Shipbuilding Co                        | Nova Orleães, Luisiana               | Classe Liberty      |       |
| 24 de fevereiro | SS Theodore Parker            | Estados Unidos | California Shipbuilding Corporation          | Terminal Island, LA                  | Classe Liberty      |       |
| 24 de fevereiro | SS John Bell                  | Estados Unidos | Todd Houston Shipbuilding Corp               | Houston, Texas                       | Classe Liberty      |       |
| 24 de fevereiro | SS De Grasse                  | Estados Unidos | Oregon Shipbuilding Corporation              | Portland                             | Classe Liberty      |       |
| 24 de fevereiro | SS Hiram S Maxim              | Estados Unidos | Permanente Metals Co Yard                    | Richmond, Califórnia                 | Classe Liberty      |       |
| 25 de fevereiro | USS LST-167                   | Estados Unidos | Missouri Valley Bridge and Iron Co.          | (Evansville, Indiana, U.S.A.)        | LST                 |       |
| 25 de fevereiro | USS LST-168                   | Estados Unidos | Missouri Valley Bridge and Iron Co.          | (Evansville, Indiana, U.S.A.)        | LST                 |       |
| 25 de fevereiro | SS John Clarke                | Estados Unidos | Walsh-Kaiser Co                              | Providence, Rhode Island             | Classe Liberty      |       |
| 25 de fevereiro | SS Newton D Baker             | Estados Unidos | J A Jones Construction Co                    | Panama City                          | Classe Liberty      |       |
| 25 de fevereiro | SS John Trumbull              | Estados Unidos | New England Shipbuilding Corporation         | South Portland                       | Classe Liberty      |       |
| 25 de fevereiro | SS Woodrow Wilson             | Estados Unidos | North Carolina Shipbuilding Company          | Wilmington                           | Classe Liberty      |       |
| 25 de fevereiro | SS Henderson Luelling         | Estados Unidos | Oregon Shipbuilding Corporation              | Portland                             | Classe Liberty      |       |
| 25 de fevereiro | SS Albireo                    | Estados Unidos | Permanente Metals Co Yard                    | Richmond, Califórnia                 | Classe Liberty      |       |
| 25 de fevereiro | USS Daniel T. Griffin (DE-54) | Estados Unidos | Bethlehem-Hingham Shipyard                   | Hingham, Massachusetts               | Classe Buckley      |       |
| 25 de fevereiro | HMS Redpole (U69)             | Reino Unido    |                                              |                                      | Classe Black Swan   |       |
| 26 de fevereiro | USS LST-169                   | Estados Unidos | Missouri Valley Bridge and Iron Co.          | (Evansville, Indiana, U.S.A.)        | LST                 |       |
| 26 de fevereiro | SS James B Hickok             | Estados Unidos | Permanente Metals Co Yard                    | Richmond, Califórnia                 | Classe Liberty      |       |
| 27 de fevereiro | USS LST-170                   | Estados Unidos | Missouri Valley Bridge and Iron Co.          | (Evansville, Indiana, U.S.A.)        | LST                 |       |
| 27 de fevereiro | USS LST-71                    | Estados Unidos | Jeffersonville Boat and Machine Co.          | (Jeffersonville, Indiana, U.S.A.)    | LST                 |       |
| 27 de fevereiro | USS LST-263                   | Estados Unidos | American Bridge Co.                          | (Ambridge, Pennsylvania, U.S.A.)     | LST                 |       |
| 27 de fevereiro | SS James G Birney             | Estados Unidos | California Shipbuilding Corporation          | Terminal Island, LA                  | Classe Liberty      |       |
| 27 de fevereiro | SS James W Denver             | Estados Unidos | Bethlehem Fairfield Shipyard                 | Baltimore                            | Classe Liberty      |       |
| 27 de fevereiro | SS Dekabrist                  | Estados Unidos | Oregon Shipbuilding Corporation              | Portland                             | Classe Liberty      |       |
| 28 de fevereiro | USS LST-171                   | Estados Unidos | Missouri Valley Bridge and Iron Co.          | (Evansville, Indiana, U.S.A.)        | LST                 |       |
| 28 de fevereiro | SS Lydia M Child              | Estados Unidos | California Shipbuilding Corporation          | Terminal Island, LA                  | Classe Liberty      |       |
| 28 de fevereiro | SS Edward Bates               | Estados Unidos | Permanente Metals Co Yard                    | Richmond, Califórnia                 | Classe Liberty      |       |
| 28 de fevereiro | SS James M Porter             | Estados Unidos | Todd Houston Shipbuilding Corp               | Houston, Texas                       | Classe Liberty      |       |
| 28 de fevereiro | SS William D Pender           | Estados Unidos | North Carolina Shipbuilding Company          | Wilmington                           | Classe Liberty      |       |
| 28 de fevereiro | USS Monterey (CVL-26)         | Estados Unidos | New York Shipbuilding Corporation            | Camden, NJ                           | Classe Independence |       |
| fevereiro       | HMCS Bonaventure (CVL 22)     | Reino Unido    | Harland and Wolff                            | Belfast                              | Classe Majestic     |       |